# Zgornje Danje

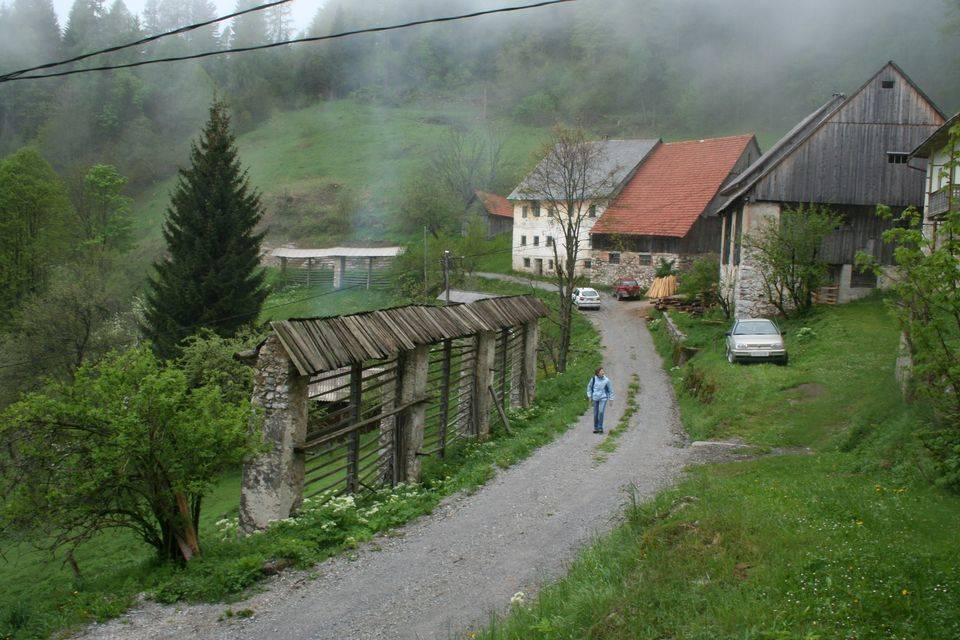

Zgornje Danje is een plaats in Slovenië en maakt deel uit van de gemeente Železniki in de NUTS-3-regio Gorenjska.